# Alois Beer
Alois Beer (27. února 1833, Dobruška – 10. října 1897, Dobruška) byl český písmák a naivní malíř.

## Život
Absolvoval tři třídy německé školy, ve třinácti letech se již učil dřevosoustružníkem. Po vyučení v roce 1849 odešel na vandr do Vídně, kdy prošel řadu zemí Rakousko-Uherska. Navštívil Prahu, Vídeň, Štýrsko, Bavorsko, severní Itálii, Benátky, Veronu a Milán a Lublaň. V Lublani navštěvoval kursy malířství.
Po návratu do Dobrušky v roce 1858 si otevřel dřevosoustružnickou živnost. Sám píše, že byl "soustružníkem, řezbářem, pasířem, pozlatitelem, brejlařem a malířem". V roce 1862 se oženil a v roce 1863 koupil dům čp. 100 v Opočenské ulici. V roce 1869 umírá jeho první manželka a on se záhy žení podruhé. Druhé manželství ale nebylo příliš šťastné.
Beer byl velikým propagátorem technických novot. Jako první v Dobrušce například používal deštník. V prostředí malého města ale sklízel spíše posměch a byl považován za podivína. Časem proto zatrpkl. Na tom měly podíl i další okolnosti: nepříliš šťastné druhé manželství, neúspěch v podnikání, neporozumění sousedů i vlastních dětí. V roce 1886 přepsal svou živnost na syna a věnoval se malířství.
Podílel se na organizaci hospodářských a průmyslových výstav v Dobrušce v letech 1889 a 1892. Zde se mu dostalo uznání mimo jiné od pražského "světlojemníka" (rozuměj: fotografa) Jindřicha Eckerta, což mu nakonec získalo i jistý respekt u místních obyvatel.

## Dílo
Beerovo dílo představuje 65 sešitů kvartového formátu (celkem asi 3 500 stran obrázků a textu), které jsou uchovány ve Vlastivědném muzeu Dobruška. Vedle toho jsou snad dodnes roztroušeny jednotlivé Beerovy kresby po dobrušských domácnostech.
Toto dílo má nesmírnou dokumentační cenu vzhledem k tomu, že Beer do nejmenších detailů dokumentoval textem i obrazem Dobrušku a obce v jejím bližším i vzdálenějším okolí, jednotlivé stavby, místní zvyky, události a slavnosti, řemeslnické postupy a nástroje a další detaily každodenního života druhé poloviny 19. století. Beer rovněž detailně zachytil podobu Dobrušky před a po velikém požáru města 7. října 1866.
Dílo uchoval a městskému muzeu věnoval dobrušský hodinář Roubal. O jeho propagaci se pak zasloužil učitel Karel Michl, který vydal celkem čtyři výbory z Beerových sešitů a uspořádal výstavu v Občanské besedě v Praze v roce 1937. Zde bylo Beerovo dílo vysoce oceněno například Josefem Čapkem nebo Vladislavem Vančurou.
Sešity jsou digitalizovány a chystá se jejich vydání na CD.
V roce 2008 vznikl v České televizi pořad o jeho domě, nazvaný "Osuduplné č. p. 100" z cyklu dokumentů "Příběhy domů". Film je dostupný online v iVysílání ČT.
Byl jedním z hlavních předobrazů Járy Cimrmana.

## Spisy
Výbory z díla A. Beera, které připravil Karel Michl:
- Nevděk (1936),
- Lituji, že nejsem básník (1970), Praha : Odeon, 1970
- Alois Beer na vandru (1973), Praha : Československý spisovatel, 1973
- Památnosti mého podomování (1978), Hradec Králové : Kruh, 1978

Další stručný medailon Aloise Beera s několika ukázkami textů a obrázků z jeho deníků připravilo Městské muzeum v Dobrušce:
- Jiří Mach editor: Alois Beer : kronikář, písmák a malíř, Dobruška : Muzeum Dobruška, 2005, ISBN 80-254-1199-0 (v publikaci neuvedeno)

## Galerie

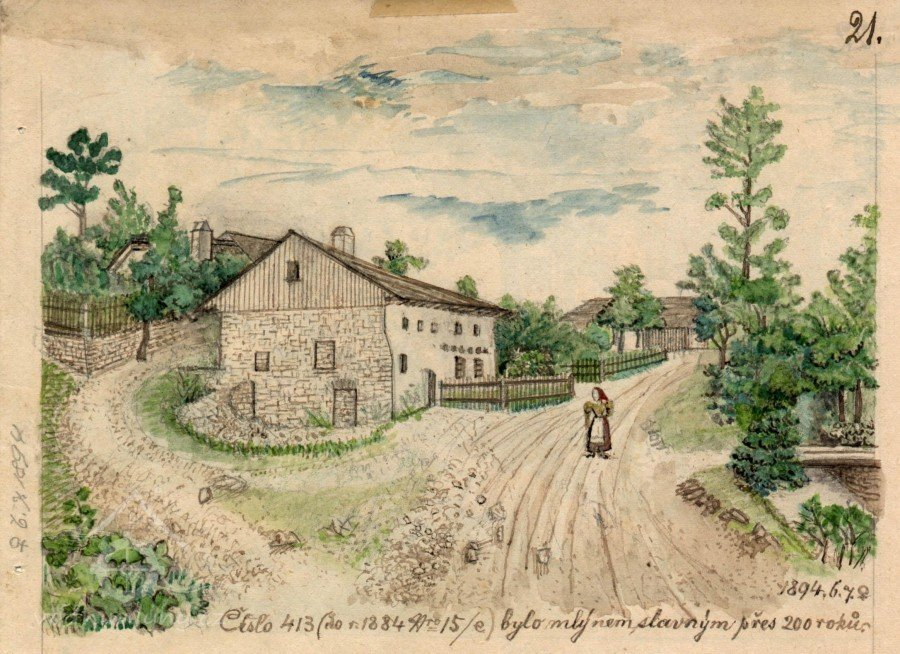
Preclíkův mlýn před požárem, (1894)
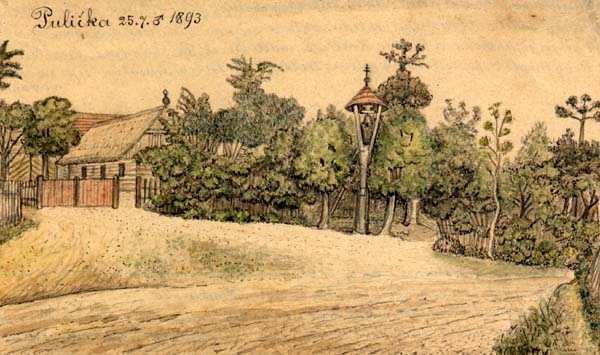
Pulička (1893)
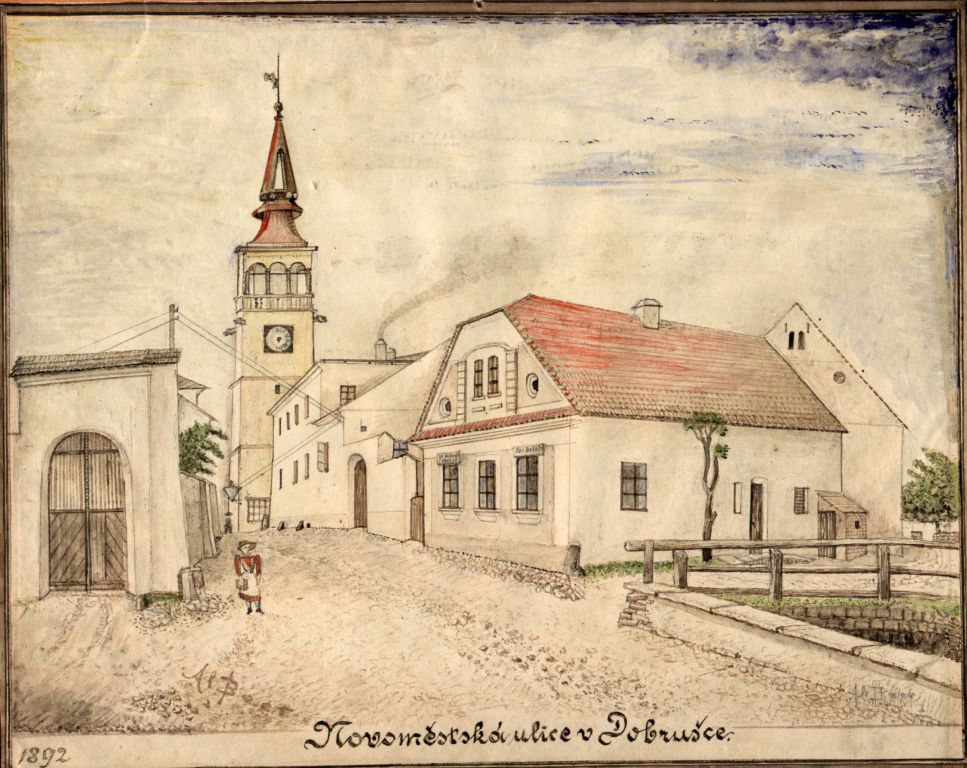
Novoměstská ulice v Dobrušce (1892)
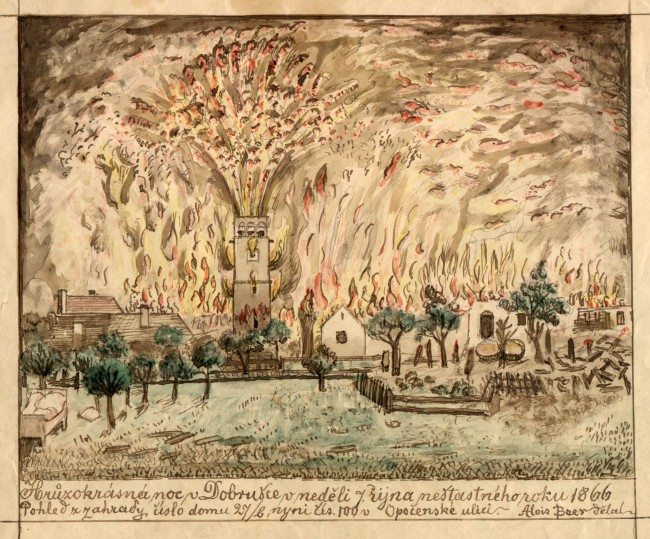
Požár Dobrušky 7. října 1866

### Další zpracování Beerova díla
- Alois Beer - Miloslav Klíma - Josef Krofta - Petr Matásek: Lituji, že nejsem básník - divadelní představení, režie: Josef Krofta, Studio Beseda - Divadlo Vítězného Února, Hradec Králové, 1981
- Alois Beer: Na vandru..., čtení z díla, 20. květen 2009, připravil: Miloš Vojtěchovský (fotograf), komunikační prostor Školská 28, Praha